# V Cephei
V Cephei är en vit stjärna i huvudserien i stjärnbilden Cepheus. Den uppmärksammades av den amerikanske astronomen Seth Carlo Chandler 1890, som uppgav att den varierade i ljusstyrka med 0,7 magnituder. Dess variationer har senare varit omtvistade tills fotometriska studier i slutet av 1980-talet visat att den inte varierar alls.